# Agility féline

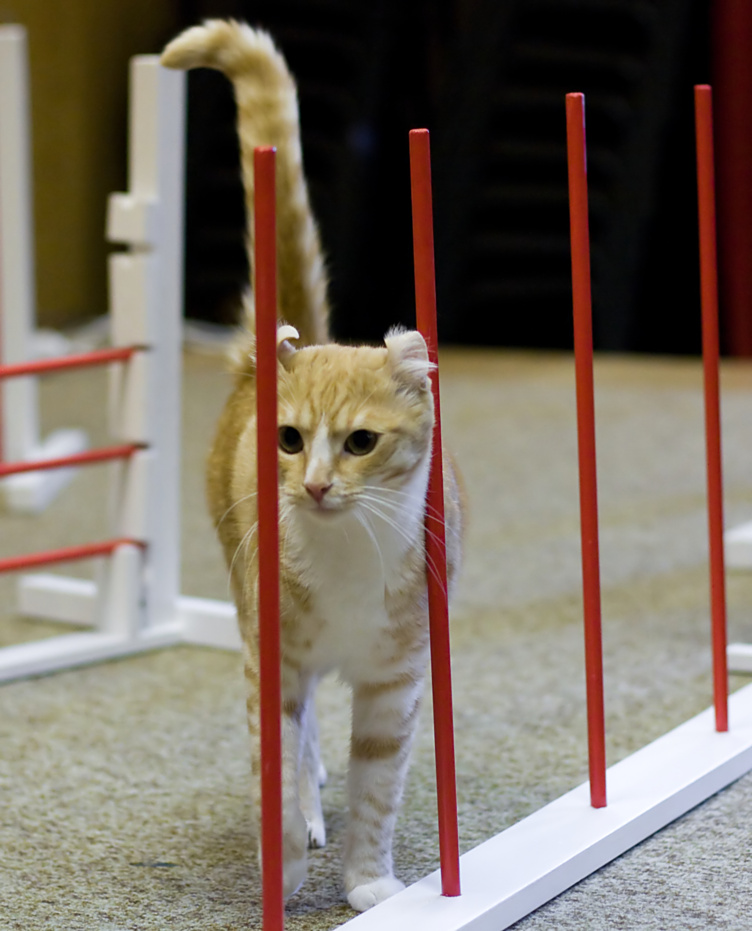
American curl sur une portion de parcours d'agility.

L’agility féline ou cat agility est une activité sportive pour chat, dans laquelle l'animal évolue sur un parcours d'obstacles sous la conduite de son maître. Il s'agit d'une activité créée dans les années 2000, qui a souvent lieu dans le cadre d'une exposition féline. Aux États-Unis, les deux principales fédérations félines, la TICA et la CFA, organisent leur propre concours. 

## Description
À la manière de l'agility pour les chiens, le parcours comprend une dizaine d'obstacles tels que des barrières à sauter, des plots à contourner, des cerceaux, des escaliers et un tunnel,. Les obstacles sont organisés en cercle, dans un enclos fermé pour éviter toute fuite. Le chat doit passer tous les obstacles en moins de 4 minutes et 30 secondes.
Pour les chats de race, les principaux compétiteurs sont des abyssins, des bobtails japonais, des maine coons et des angora turc. Les chats de gouttière sont admis aux compétitions. Cette activité est plus spécifique aux chats très joueurs, curieux et n'ayant pas peur des endroits inconnus,. L'entraînement se base généralement sur la récompense et le jeu, le caractère plus individualiste du chat ne permettant pas la même complicité que pour le chien.

### Entraînement
Il est conseillé des entraînements courts et progressifs en raison d'une capacité de concentration plus minime que les chiens. L’agility doit rester un jeu pour le chat et non une contrainte. Il est plus facile d’entraîner un chat dès son plus jeune âge. Il a une meilleure capacité de mémorisation qu’un chien, mais il faut le solliciter dans ses bonnes actions,[source insuffisante].
Ce sport permet au chat de se dépenser notamment pour un chat d’appartement. Cette discipline éducative permet de faciliter le pet sitting parce que le chat est plus à l’aise dans des endroits inconnus. L'agility permet également de participer à une compétition sans que ce soit une exposition.

## Historique
Les premières compétitions d'agility féline ont commencé en 2004,. Les deux principales fédérations américaines, la TICA et la CFA, organisent pour leur propre concours,.